# En campagne
En campagne est une série documentaire en 14 épisodes de 52 minutes, présentée par Aurélie Sfez et Julien Cernobori, et diffusée du 7 février 2009 au 20 juin 2010 sur France 5. Il s'agit d'une adaptation de leur émission de France Inter Village People
,, qu'ils ont réalisée jusqu'en 2007.

## Synopsis
Aurélie Sfez et Julien Cernobori sillonnent les villages de France, et partent à la rencontre de ses habitants
,.
Aurélie Sfez précise en 2009 : « On choisit les villages d'après le bouche-à-oreille ou parce qu'ils ont une histoire, une âme. On essaie aussi d'éclater le territoire en passant de la Corse à l'Alsace par exemple. Une fois sur place, on improvise avec chacun sa façon d'aborder les gens ».

## Avis critiques
Pour le magazine Télérama dans son avis critique de l'épisode 1 : « Les deux animateurs savent favoriser les rencontres qui laissent surgir des confidences. Tournant en permanence, la caméra capte au débotté des moments de vérité, poétiques ou vachards. Les échanges les plus forts - purs flagrants délits télévisuels - adviennent souvent après un refus poli de parler qu'Aurélie Sfez et Julien Cernobori savent déjouer avec spontanéité ». Pour l'épisode 3 à Cervione en Corse, le magazine écrit : « On peut reprocher aux deux baroudeurs des bourgs de négliger la parole des jeunes. En revanche, ils parviennent à capter, avec un grand respect, des moments de gravité, les petits malentendus et les futilités de la vie, l'humour des gens qu'ils croisent. Finalement, un regard personnel qui ne prétend figer aucune vérité, et qui donne envie d'aller à Cervione ».
Pour l'épisode 2 à Lignières dans le Cher, le journal Le Monde écrit : « Chacun de son côté, munis d'un micro et accompagnés d'un cameraman, "les petits jeunes" comme on les appelle déjà à la terrasse du café, tentent de dresser le portrait sans artifice de la France rurale. Après avoir pris le pouls de Reillanne (Alpes-de-Haute-Provence), ils iront ensuite à Cervione (Corse), à Trémargat (Bretagne), puis à Wangen (Alsace). Le tour de la France par "deux enfants", pour parodier l'antique livre de lecture scolaire, ne relève surtout pas, selon eux, du "zapping de situations" ni de la "valorisation du terroir". S'approcher des gens, les faire parler, de leur quotidien, de leurs peurs, de leur solitude, voire de leurs plaisirs. »
Pour le journal Le Parisien, « les journalistes amis depuis six ans partagent autant qu'ils font partager », et ajoute que ces 10 épisodes sont « Plus que des portraits poétiques. Une belle photographie sociologique. »

## Épisodes
| Épisode | Titre               | Première diffusion |
| ------- | ------------------- | ------------------ |
| 1       | Reillanne           | 7 février 2009     |
| 2       | Lignières           | 14 février 2009    |
| 3       | Cervione            | 21 février 2009    |
| 4       | Trémargat,          | 28 février 2009    |
| 5       | Matemale            | 7 mars 2009        |
| 6       | Wangen              | 14 mars 2009       |
| 7       | Vassieux-en-Vercors | 21 mars 2009       |
| 8       | Mortagne            | 28 mars 2009       |
| 9       | Belmont-sur-Rance   | 16 mai 2010        |
| 10      | Ayen                | 23 mai 2010        |
| 11      | Coarraze            | 30 mai 2010        |
| 12      | Volckerinckhove     | 6 juin 2010        |
| 13      | Bunus               | 13 juin 2010       |
| 14      | Île d'Yeu           | 20 juin 2010       |